# ملک میان
روستای مُلکِ میان روستایی از توابع بخش چابکسر شهرستان رودسر در استان گیلان ایران است. زبان گیلکی زبان رایج در این روستا است. از غرب به روستای خانه سر، از شرق به روستای قاسم‌آباد سفلی، از جنوب به رشته‌کوه‌های البرز و از شمال به روستای توسکا محله قاسم‌آباد متصل است.محمد صفری ملکیان نماینده مردم شریف شهرستانهای رودسر واملش در دوره یازدهم مجلس شورای اسلامی، اهل روستای ملک میان می باشد.

## جمعیت
این روستا در دهستان اوشیان قرار دارد و براساس سرشماری مرکز آمار ایران در سال ۱۳۸۵، جمعیت آن ۶۷۷ نفر (۱۹۲خانوار) بوده‌است.